# 水難事故

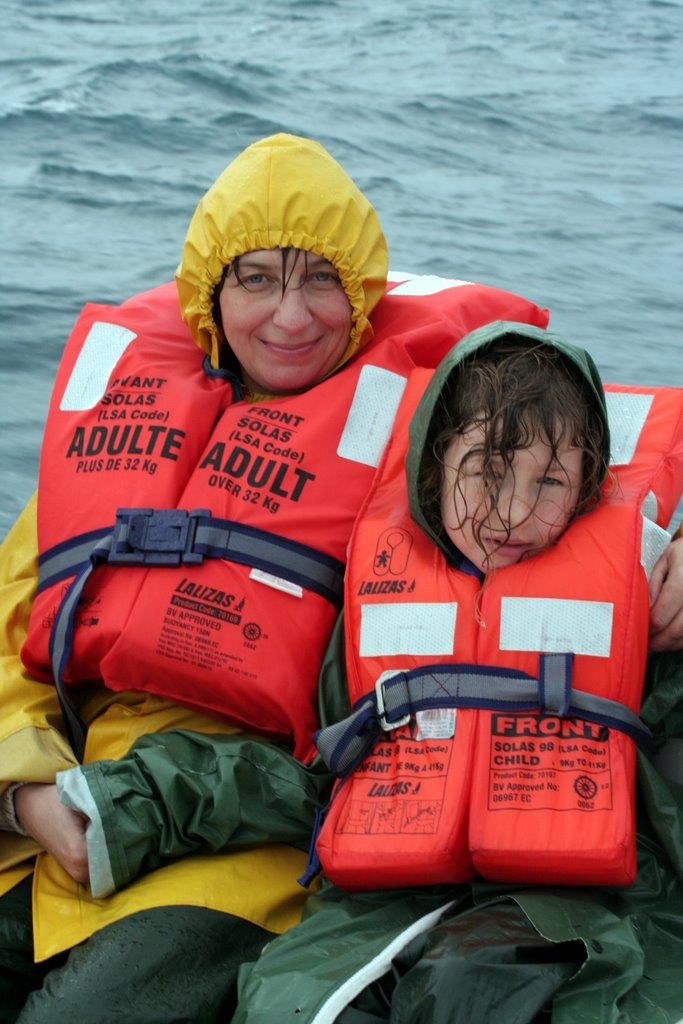
サイズの違う2種の救命胴衣

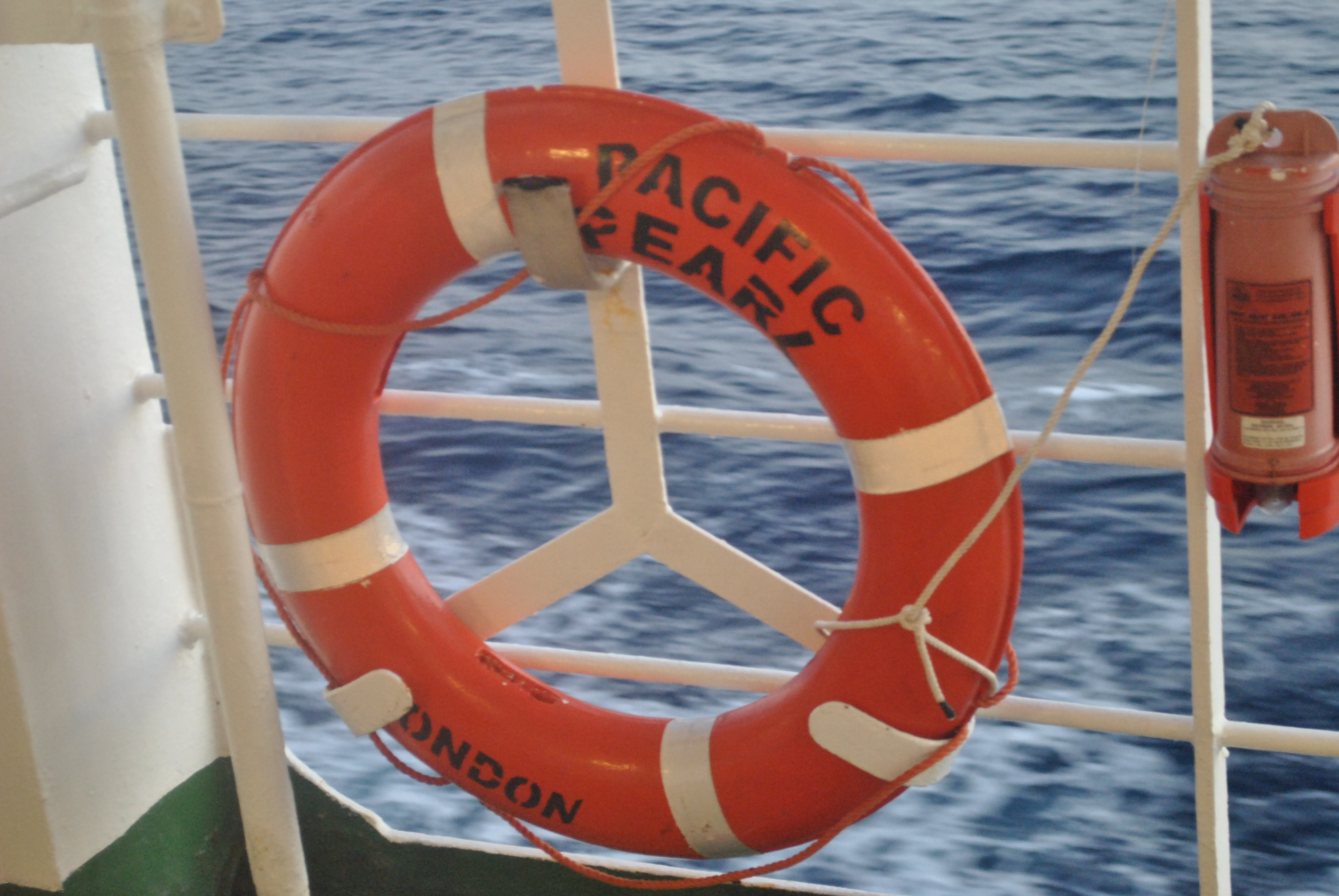
救命浮環

水難事故（すいなんじこ）は、海、河川、湖沼、水泳プールなど水域で起こる事故 。

## 概要
類義語に海難事故があるが、この2つの実際の用法は「海上か水上か」とは異なる。
「海難事故」が、海難審判法などでの法律用語としての「海難」に従い、（海上に限らない）船舶の事故を意味することが多いのに対し、「水難事故」は、ウォータースポーツや水辺のレジャーでの事故を含み、それらを特に指して使うことも少なくない。山岳で行われる渓流釣りの場合、山岳事故に含めることもある。
一般に水と触れあう機会が多くなる暖かい時期（特に夏）に増加する傾向がある。
通常、ため池では水難事故防止のため、行政による注意喚起の看板、高いフェンスが設けられていたり、出入り口が施錠されていたりするが、児童生徒が釣り竿片手にフェンスを乗り越えたり、破損していたりする所から侵入し、事故に遭うケースが多数報告されている。
日本で水泳授業が取り入れられるきっかけとして、修学旅行中の子どもたち168名が命を落とした紫雲丸事故が上げられる。事故を契機に、ほぼすべての公共学校のプールでの水泳の授業が拡充された。この活動によって、中学生以下の子供が水難で助かる割合は上昇した。ただ、21世紀初頭から老朽化などにともないプールを廃止する動きがある。
アメリカ合衆国では、水泳は白人のスポーツとされてきた。この背景として、人種差別でプールの入場が制限され、プールや海水浴場で不当に扱われ、親も泳げないため教えられないなどがあった。2018年の調査では、世帯収入が5万ドル未満の家庭の子どもの79％は、泳ぐ能力が低いか泳げないとされる。人種的な割合では、黒人64％、ヒスパニック45％、白人40％となっている。そのため、21世紀初頭までに確認できる有色人種の子供が水難事故で溺死する割合は同世代の白人の子供に比べ1.5-3倍という結果となっている。

## 水難事故における救助・捜索
日本において、海上での水難事故で負傷者や行方不明者がある場合には、海上保安庁の潜水士、警察や消防などの水難救助隊や航空自衛隊の救難隊、海上自衛隊の救難飛行隊、日本水難救済会や海守に所属するボランティアの人々による水難救助活動や捜索活動が行われる。

## 水難事故の多い場所
- 岐阜県関市・美濃市内の長良川と支流板取川 - 2024年度までの過去17年間で事故合計189件で死者67人[23]
- 矢作川水系 - 2018年までの過去10年間で事故24件で死者25人[24]。
- 豊川水系 - 2018年までの過去10年間で事故20件で死者20人[24]。
- 静岡県の伊豆半島の城ヶ崎海岸 - 2013～2022年の10年間で17人の犠牲者[25]。
- 沖縄県恩納村の真栄田岬 - 2013～2022年の10年間で13人の犠牲者[25]。
- 千葉県船橋市の「ふなばし三番瀬海浜公園」周辺 - 2013～2022年の10年間で11人の犠牲者[25]。
- 滋賀県大津市の琵琶湖西岸 - 2013～2022年の10年間で11人の犠牲者[25]。
- 岐阜県美濃市の長良川 - 2013～2022年の10年間で10人の犠牲者[25]。

## 事故例
プールでの事故例は、プール#安全性を参照。
ため池での事故例は、ため池#転落事故を参照。

### その他の事故例
- 1955年7月28日、三重県津市の中河原海岸で、中学校の水泳訓練中に女子生徒36人死亡。詳細は、橋北中学校水難事件を参照。

- 2017年9月の深夜、沖縄県の伊良部大橋の中央で車から降りてプロポーズしYESという返事をもらった男性が、喜びのあまり欄干に乗り出し橋の縁で滑って海に転落して死亡。女性が車を運転しており、男性は酔っていたという[26]。

- 2020年8月、栃木県矢板市の「おしらじの滝」で、群馬県から遊びに来ていた23歳と18歳の男性2人が水深約2mの滝つぼに飛び込み、2人とも浮かんでこず溺死[27]。

- 2022年7月4日午後、沖縄県・恩納村の海で、『遊戯王』の作者の高橋和希が波に流されていた少女救出中に波に流され死亡。同月6日午前、名護市沖で遺体で見つかった[28]。

- 2023年6月10日、日光国立公園内のサウナ施設で、25歳の公務員の男性客が、サウナ後に近くの冷水浴用の池に入り溺死した。池は長径約100m、短径約40mの楕円型であり、死亡した男性は深さ3mの水中から引き上げられた[29]。

- 2023年7月21日、福岡県宮若市の犬鳴川で、同じクラスの小学6年生の男女8人が夏休み初日に遊んでおり、手を繋いで川の浅瀬を歩いていたとき4人が深みにはまり、1人は別の2人が引っ張り上げ助けたが、残る女子生徒3人が溺れて死亡。溺死した3人は、溺れたところの水深2.5～3mの川底で見つかった[30]。

## 対策

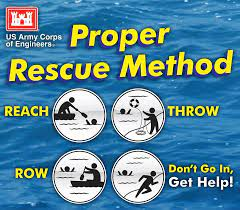
アメリカ陸軍工兵隊による救出方法。棒状の物で手を伸ばせ！投げろ！漕いで近寄れ！水に入るな助けを呼べ！

- 水泳の習得、体力を使わず水面で待ってられる背浮きの習得
- 救命胴衣の着用（ライフジャケット）
- 溺水検知システム（英語版）[31][32][33]。
- ライフガード